# Ferra.ru
Ferra.ru (Ферра. Ру) — российский журнал о потребительской электронике.
В публикациях: ежедневные новости индустрии и иллюстрированные обзоры новой техники; рекомендации выбора компьютера, телефона, камеры, аудиосистемы и пр.

## Основные события
Ferra.Ru создавался как портал об электронике в 2001 году. В конце 2001 года ресурс заменил собой проект CompuFerra журнала Компьютерра, а с 28 февраля 2002 года Ferra заменила проект Рамблер-Компьютеры в навигационной линейке Рамблера.
- В 2010 году в рамках холдинга «Проф-Медиа» была создана объединённая компания «Рамблер-Афиша» в которую, помимо Ferra.Ru вошли сервис контекстной рекламы Бегун, новостной портал Lenta.ru, игровая соцсеть Kanobu.ru и другие[5].
- В сентябре 2012 года проект начинает активно развивать видеообзоры и аудиоподкасты. Уже в октябре у Ferra.Ru свои популярные каналы в iTunes и на Youtube[6][7].
- В октябре 2012 произошло объединение компании «Бегун» с компаниями Price.ru, Ferra.ru, Ichiba. Внедрение общего корпоративного стиля[8].
- В марте 2013 года компании «Рамблер-Афиша» и «SUP-медиа» слились в объединённую компанию «Афиша-Рамблер-SUP». Портал Ferra.ru также вошёл в активы новой компании[9].
- В ноябре 2013 года сайт номинирован на Премию Рунета в рубрике «Технологии и инновации» за вклад в развитие технологической грамотности у населения[10].